# Egel
Die Egel (Hirudinea), von althochdeutsch ëgala, „Egel, Blutegel“, wie „Igel“ möglicherweise zu einer indogermanischen Wurzel egh- für „stechen“, vermutlich wegen der lanzettförmigen Gestalt, sind eine der beiden Unterklassen der Gürtelwürmer (Clitellata), die ihrerseits zu den Ringelwürmern gehören. Sie umfassen rund 300 Arten, von denen die meisten im Süßwasser und etwa 20 % im Meer und im Brackwasser leben. In feuchten, vorwiegend tropischen Wäldern kommen Landegel vor.

## Körpermerkmale
Egel sind sehr spezialisierte, abgeleitete Ringelwürmer. Sie haben eine feste Anzahl von Segmenten, die je nach Ordnung variiert (Branchiobdellida 15, Acanthobdellida 29, Euhirudinea 34). Nach der Bildung des hinteren Saugnapfs entstehen keine weiteren Segmente mehr, sodass deren Anzahl mit zunehmendem Alter nicht anwächst. Die Saugnäpfe sind Zusammenschlüsse von mehreren Segmenten; sie sind sehr muskulös und drüsenreich. Die Coelomsäcke, die bei ursprünglichen Ringelwürmern in jedem Segment vorkommen, werden nur noch embryonal angelegt und sind beim Adulttier aufgelöst. Übrig bleibt nur ein Kanalsystem. Die Sekundärringelung verwischt zusätzlich die ursprüngliche Segmentierung. Das namengebende Kennzeichen der Gürtelwürmer (Clitellata), das Clitellum, ist bei den Egeln nur während der Fortpflanzung zu sehen. Der Darm bildet bei den parasitischen Arten große Blindsäcke aus, in denen Blut gespeichert und verdaut wird.

## Systematik

### Innere Systematik
- Borstenegel (Acanthobdellida); nur zwei Arten, Acanthobdella peledina und Acanthobdella livanovi (syn. Paracanthobdella livanovi) parasitieren auf Salmoniden und sind die einzigen mit Borsten ausgestattete Egel (an den vorderen 5 Segmenten).
- Borstenlose Egel
  - Branchiobdellida; 150 Arten, 0,8–10 mm lang. Sie leben auf Kiemen und Oberflächen von Süßwasserkrebsen und ernähren sich wahrscheinlich überwiegend von Kleinalgen und Kleintieren, die sie auf der Oberfläche ihrer Wirtstiere finden. Einige Arten sind allerdings parasitisch.
  - Hirudinida (Euhirudinea); Körper in 34 Segmente gegliedert, von denen 4 den vorderen und 7 den hinteren Saugnapf bilden. Die Geschlechtsöffnung der Männchen befindet sich im neunten, die der Weibchen im zehnten Segment. Das Coelom hat ein durchgehendes Kanalsystem.
    - Rüsselegel (Rhynchobdelliformes), mit muskulösem, ausstoßbarem Rüssel.
    - Rüssellose Egel
      - Kieferegel (Gnathobdelliformes), mit muskulösen Kiefern, die mit Cuticulazähnchen besetzt sind.
      - Schlundegel (Pharyngobdelliformes), mit langem, muskulösen Pharynx, der nicht ausgestülpt werden kann.

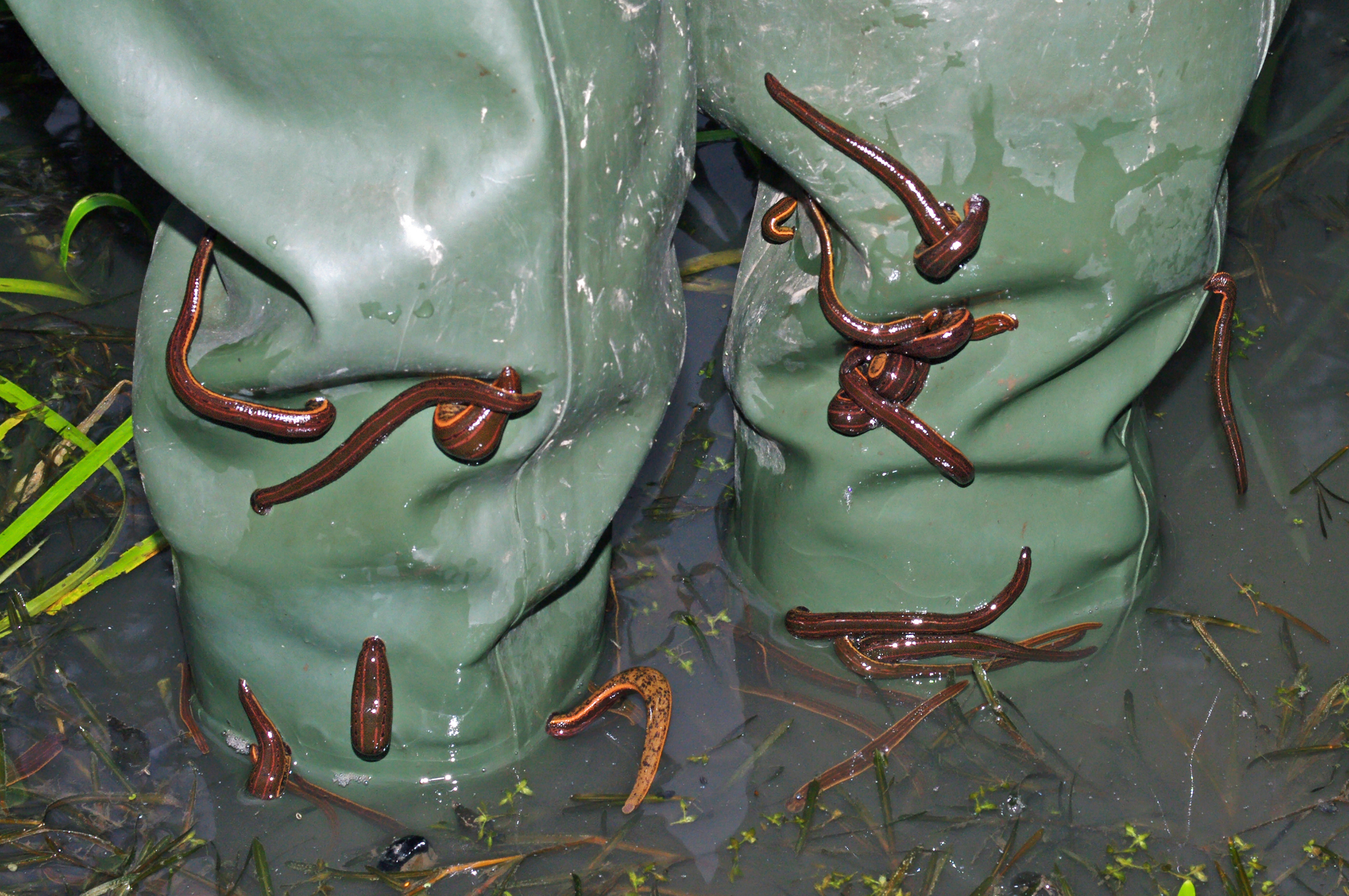
Der Medizinische Blutegel (Hirudo medicinalis) ist in Mitteleuropa recht selten geworden; eine Bestandsdichte wie hier gezeigt ist ungewöhnlich. Auch der Mensch wird als potenzieller Wirt sofort angeschwommen, wenn er sich in ein entsprechendes Gewässer begibt. Nur ein Teil der Egelarten verhält sich allerdings parasitisch blutsaugend – die Schlundegel sowie einige Kieferegel leben räuberisch, indem sie Tiere verschlingen oder aber Stücke aus ihnen herausreißen

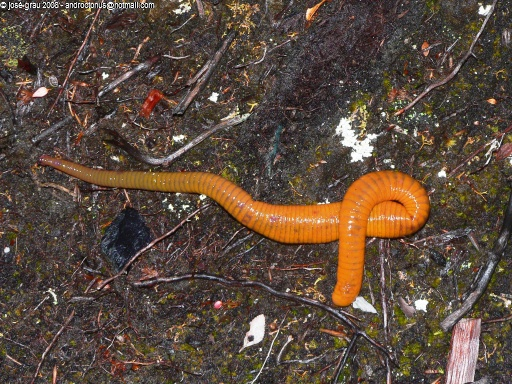
Südamerikanischer Egel aus der Gattung Americobdella – mit bis zu 30 cm Länge gehört dieser zu den größten Arten. Er ernährt sich von Regenwürmern, die er im Ganzen verschlingt

In der klassischen Systematik werden die Resultate der phylogenetischen Untersuchungen auf verschiedene Weise umgesetzt. Es werden unterschiedlich viele Rangebenen dazwischen geschaltet, um die stammesgeschichtlichen Zusammenhänge abzubilden. Im Folgenden die Systematik der Egel innerhalb des Stammes der Ringelwürmer (Annelida) nach Westheide/Rieger:
- Klasse Polychaeta
- Klasse Clitellata
  - Unterklasse Oligochaeta
  - Unterklasse Hirudinea
    - Ordnung Acanthobdellida
    - Ordnung Branchiobdellida
    - Ordnung Hirudinida (Euhirudinea)
      - Unterordnung Rhynchobdelliformes (Rüsselegel)
      - Unterordnung Gnathobdelliformes (Kieferegel)
      - Unterordnung Pharyngobdelliformes (Schlundegel)

### Arten (Auswahl)
- Rhynchobdelliformes (Rüsselegel):
  - Kleiner Schneckenegel (Alboglossiphonia heteroclita)
  - Großer Schneckenegel (Glossiphonia complanata)
  - Vieräugiger Plattegel (Hemiclepsis marginata)
  - Ozobranchus jantseanus
  - Gemeiner Fischegel (Piscicola geometra)
  - Schildkrötenegel (Placobdella costata)
  - Entenegel (Theromyzon tessulatum)
  - Europäischer Platt-Egel (Helobdella europaea)
- Gnathobdelliformes (Kieferegel):
  - Pferdeegel (Haemopis sanguisuga)
  - Medizinischer Blutegel (Hirudo medicinalis, synonym Sanguisuga medicinalis)
  - Tyrannobdella rex
  - Europäischer Landblutegel (Xerobdella lecomtei), endemisch in der Steiermark
  - Mediterraner Medizinischer Blutegel (Hirudo verbana)
- Pharyngobdelliformes (Schlundegel):
  - Achtäugiger Schlundegel (Hundeegel oder Rollegel; Erpobdella octoculata)
  - Freiburger Bächle-Egel (Trocheta intermedia)